# Fome de 1770 em Bengala
A Fome de 1770 em Bengala (em bengalês: Chhiattōrer monnōntór; lit The Famine of '76) foi uma catastrófica fome em massa que entre 1769 até 1773 (1176 até 1180 no calendário bengalês) afetou a baixa planície de Gangetic na Índia. Estima-se que a fome em massa tenha causado a morte de 10 milhões de pessoas (ou seja, 1 em cada 3 da população de 30 milhões de Bengala na época morreu). O nome bengalês para a fome deriva suas origens do calendário bengalês, ano de 1176.

## Panorama
A fome ocorreu no território que era chamado de Bengala, então administrado pela Companhia Britânica das Índias Orientais. Este território incluía Bengala Ocidental, Bangladesh, e partes de Assam, Orissa, Bihar e Jharkhand. Era originalmente uma província do Império Mughal, do século XVI, e era governado por um Nawab, ou governador. O Nawab se tornou efetivamente independente no inicio do século XVIII, apesar que em teoria ela ainda era um poder atrelado ao Grande Mughal em Delhi.
No século XVII, foi garantida para a Companhia Britânica das Índias Orientais a vila de Calcutta, por Akbar, imperador Mughal. Nessa época, a companhia também era um poder atrelado efetivamente ao Mughal. Durante o século que seguiu, a companhia obteve os direitos unicos de negócios para a província, e acabou se tornando o poder dominante em Bengala. Em 1757, durante a batalha de Plassey, os britânicos venceram o Nawab, Siraj Ud Daulah, e saquearam o tesouro bengalês. Em 1764 seu poder militar foi reafirmado na batalha de Buxar. O tratado subsequente garantiu a companhia o Diwani, ou seja, os direitos de taxação: em pratica, a companhia se tornou o governo de Bengala.

## A fome
Cerca de 10 milhões de pessoas, aproximadamente um terço da população da área afetada, se estima que tenham morrido na fome em massa. As regiões em que ocorreu a fome incluíam especialmente o que são hoje os estados indianos de Bihar e Bengala Ocidental, mas a fome também se estendeu em Orissa e Jharkhand, como também a moderna Bangladesh. Entre as áreas mais afetadas estavam Birbhum e Murshidabad, em Bengala, e Tirhut, Champaran e Bettiah em Bihar.
Uma queda parcial nas colheitas, considerado nada fora do comum, ocorreu em 1768, e foi seguida em 1769 por condições ainda mais severas. Em setembro de 1769 houve uma severa seca, e relatórios alarmantes vinham das áreas rurais. Estes porém, foram ignorados pelos oficiais da companhia.
Pelo inicio de 1770 começou a fome em massa, e em meados de 1770, as mortes por fome estavam ocorrendo em larga escala. Também houve relatos de pessoas se alimentando dos corpos dos mortos nesse ano. Varíola e outras doenças agravam a situação. Ao final de 1770, um bom regime de chuvas resultou em boas colheitas, e a fome foi aliviada. Porém, a falta voltou nos anos subsequentes, aumentando o número de mortos.
Como resultado da fome, grandes áreas foram depopuladas por completo e chegaram a virar floresta novamente depois de algumas décadas, enquanto os sobreviventes migravam em massa atrás de alimentos. Muitas áreas de cultivo foram abandonadas: boa parte de Birbhum acabou por virar floresta novamente, se tornando virtualmente intransponível por décadas. A partir de 1772, bandos de foras da lei e criminosos se tornaram uma característica de Bengala, e só foram controlados após ações punitivas durante a década de 1780.

## Responsabilidade da Companhia Britânica das Índias Orientais
A responsabilidade pela fome é atualmente associada as políticas da Companhia Britânica das Índias Orientais para Bengala. Porém a fome não foi resultado direto do regime britânico, apenas foi exacerbada pela suas políticas (Simon Schama, A History of Britain, Volume II, page 504).
Como um corpo comercial, a primeira regra da companhia era maximizar os lucros, e com os direitos de taxação de Bengala, os lucros eram obtidos do Imposto sobre a terra como também de tarifas comerciais. Enquanto as terras passavam ao comando da companhia, o imposto sobre a terra era tipicamente aumentado em 5 vezes, de 10% para 50%, do valor da produção agrária. Nos primeiros anos de governo da companhia, a receita do imposto duplicou e a maior parte do lucro saía do país. Enquanto a fome atingia seu pico em abril de 1770, a companhia aumentou o imposto novamente em 10%.
A companhia também é criticada por ter proibido o estoque de arroz. Isso prevenia os negociadores e vendedores de se apoiar em reservas que em outros períodos servia para aliviar a população em tempos de falta, assim como a ordem para os agricultores plantarem índigo em vez de arroz.
Durante a época da fome, o monopólio nos negócios com grãos foi estabelecido pela companhia e seus agentes. A companhia não possuía planos para tratar falta de grãos, e as ações que foram tomadas somente afetavam as classes mercantilistas. O lucro com a terra caiu em 14% durante o ano afetado, mas se recuperou rápido (Kumkum Chatterjee). De acordo com McLane, o primeiro governador-geral da Índia Britânica, Warren Hastings, reconheceu a violência das taxas coletadas após 1771: os lucros da companhia eram maiores em 1771 que em 1768. Globalmente, os lucros da companhia aumentaram de 15 milhões de rupees em 1965 para 30 milhões de rupees em 1777.